# Мышковский, Пётр (гетман)
Пётр Мышковский (пол. Piotr Myszkowski; ок. 1454 — 1505) — гетман польный коронный в 1499—1501 гг. воевода ленчицкий с 1501 года, воевода белзский с 1499 года, каштелян освенцимский (1484—1489), велюньский (1489—1494), розпшанский (1494—1497), сончецкий с 1498 года.

## Биография
3 мая 1499 года король назначил его командующим обороны поточной. В этой должности Мышовский был признан виновным в мошенничестве. В 1500 году Ян I Ольбрахт лишил его должности.